# Józef Synowiecki
Józef Synowiecki (ur. 3 października 1942 w Zagórzanach, zm. 16 czerwca 2015 w Gdańsku) – profesor Politechniki Gdańskiej, nauczyciel chemii, specjalista z technologii i biotechnologii żywności, enzymologii.

## Życiorys
Urodził się 3 października 1942 roku w Zagórzanach (powiat Gorlice). Studiował na Wydziale Matematyki, Fizyki i Chemii na Uniwersytecie Marii Curie Skłodowskiej w Lublinie. W 1966 roku absolwent magister chemii. 16 grudnia 1981 uzyskał stopień doktora z chemii na Wydziale Chemicznym Politechniki Gdańskiej. 28 listopada 1994 stopień naukowy doktora habilitowanego nauk technicznych w zakresie technologii i biotechnologii żywności, Józefowi Synowieckiemu nadała Rada Wydziału Chemicznego Politechniki Gdańskiej. W latach 1978–2012 pracował na Politechnice Gdańskiej. Na Wydziale Chemicznym PG pełnił funkcję kierownika Katedry Chemii, Technologii i Biotechnologii Żywności (w latach 2004-2006). Od 1 września 1998 roku był zatrudniony na stanowisku profesora nadzwyczajnego. 18 lutego 2002 roku otrzymał tytuł profesora nauk technicznych. 

## Działalność zawodowa, dydaktyczna i organizacyjna
W 1966 roku odbył staż w Cementowni Warta Działoszyn. W latach 1967–1969 pełnił funkcję kierownika zmiany w Cementowni Chełm. W latach 1968–1974 był nauczycielem fizyki i chemii w Liceum Ogólnokształcącym dla Pracujących i w Technikum Rolniczym w Chełmie. W latach 1970–1980 pracował w Zakładach Chemii Gospodarczej w Chełmie na stanowisku głównego technologa, w latach 1972-1978 wiceprezesa do spraw technicznych. 
Był autorem ponad 100 publikacji. Był promotorem 9 doktorów. Był współtwórcą 3 patentów m.in.: Sposób unieruchamiania enzymów, Gdańsk 2014.
Był członkiem Polskiego Towarzystwa Chemicznego. 
Pochowany na Cmentarzu Łostowickim w Gdańsku.

## Publikacje (wybrane)
- (współautor) Podstawy cieplnego utrwalania żywności, Warszawa 1993.
- Red. Technologia preparatów enzymatycznych pochodzenia mikrobiologicznego: Materiały pomocnicze i ćwiczenia laboratoryjne, Gdańsk 2010.

## Nagrody, wyróżnienia, odznaczenia
- Srebrny Krzyż Zasługi (1998)[3]
- Medal Komisji Edukacji Narodowej (2010)[4]
- Złoty Medal za Długoletnią Służbę (2012)